# 亞磷酸
亞磷酸，分子式 H3PO3，是磷的其中一種含氧酸，是二元弱酸。另外還有磷酸（H3PO4）和次磷酸（H3PO2）。
亞磷酸的酸酐为三氧化二磷。
P4O6 + 6H2O → 4HP(O)(OH)2

## 互变异构
H3PO3 以HP(O)(OH)2這種形式描述比較好。此物質會與P(OH)3形成平衡。磷酸類的H經常會被其他物質所取代。在固態時，HP(O)(OH)2 為四面體结构， P=O 鍵長為 1.48 Å ， P-O(H) 鍵長為 1.54 Å。

## 製備
雖然磷酸容易取得，但大多將三氯化磷溶至水中或水蒸氣中以製備亚磷酸：
PCl3 + 3H2O → HP(O)(OH)2 + 3HCl